# 71-301
71-301は、ロシア連邦・サンクトペテルブルクにに本社を置く十月電気車両修理工場（Октябрьский электровагоноремонтныйзавод、ОЭВРЗ）が開発した路面電車車両。LM68M4（ЛМ68М4）とも呼ばれる。

## 概要
1両での運用が可能なボギー車。運転台は片側のみに設置されているが、両側にプラットホームが存在する場合に備えて乗降扉は車体両側面に設置されており、背中合わせに繋いだ総括制御による連結運転にも対応する。車体中央部の両開き扉付近、全体の40 %はバリアフリーに適した低床構造で、乗降扉下部には収納式スロープが設置されている。外板や内装にはグラスファイバーが用いられており、設計には十月電気車両修理工場からの要請により「研究・生産協会 "RIST"」（НАУЧНО-ПРОИЗВОДСТВЕННОЕ ОБЪЕДИНЕНИЕ "РОСТ"）も参加している。
2016年から2017年にかけて4両が製造され、サンクトペテルブルク市電で使用されている。これはトゥチコフ橋の修理により一部系統が運休し、折り返し用のループ線が使用出来なくなる事に備えた車両導入計画の一環で、背中合わせに連結した両運転台の2両編成で使用されている。